# Marian Sypniewski
Marian Sypniewski, född den 30 april 1955 i Bydgoszcz, Polen, är en polsk fäktare som tog OS-brons i herrarnas lagtävling i florett i samband med de olympiska fäktningstävlingarna 1992 i Barcelona.